# Distretto di Uñón
Il distretto di Uñón è uno dei quattordici distretti della provincia di Castilla, in Perù. Si trova nella regione di Arequipa e si estende su una superficie di 296,93 chilometri quadrati.

Istituito il 18 giugno 1962, ha per capitale la città di Uñón; al censimento 2005 contava 233 abitanti.